# Joseph Goldstein
Joseph Leonard Goldstein (Kingstree (South Carolina), 18 april 1940) is een Amerikaanse wetenschapper die zich bezighoudt met biochemie en genetica. In 1985 won hij, samen met collega Michael Stuart Brown de Nobelprijs voor de Fysiologie of Geneeskunde voor het beschrijven van de regulatie van het cholesterolmetabolisme.

## Biografie
Goldstein werd geboren in Kingstree als zoon Isadore en Fannie Alpert Goldstein. Hij behaalde in 1962 zijn bachelordiploma in scheikunde aan de Washington and Lee University in Lexington (Virginia). Zijn masterdiploma haalde hij in 1966 aan het medisch centrum van de Universiteit van Texas in Dallas. Later deed hij ook daar onderzoek naar het metabolisme van cholesterol. 
In 1972 ontdekte hij samen met zijn collega Brown dat menselijke cellen receptoren bevatten voor Low Density Lipoproteïne of LDL (een bepaald soort lipoproteïne die cholesterol aan de bloedstroom onttrekken). Een gebrek aan LDL-receptoren is de oorzaak van familiaire hypercholesterolemie, een erfelijke aandoening die de kans op cholesterol-gerelateerde ziekten sterk vergroten. Hun werk verschafte belangrijke inzichten in onder andere het verband tussen verhoogde cholesterolgehaltes en (ischemische) hartklachten. 
Goldstein is nog steeds aan de universiteit van Texas verbonden, en wordt algemeen gezien als een autoriteit op zijn gebied.

## Belangrijke wetenschappelijk onderscheidingen
- In 1984 won hij de Louisa Gross Horwitz Prize van de Columbia University, samen met collega Michael Stuart Brown
- In 1985 won hij de Nobelprijs voor de Fysiologie of Geneeskunde, eveneens samen met Brown
- In 1988 ontving hij de National Medal of Science, de hoogste academische onderscheiding in de Verenigde Staten